# Karel van Armagnac
Karel van Armagnac (circa 1425 - Castelnau-de-Montmiral, 3 juni 1497) was van 1473 tot aan zijn dood graaf van Armagnac, Fézensac en Rodez. Hij behoorde tot het huis Lomagne.

## Levensloop
Karel was de tweede zoon van graaf Jan IV van Armagnac en diens echtgenote Isabella, dochter van hertog Karel III van Navarra. Na de dood van zijn vader in 1450 werd hij burggraaf van Fézensac.
Net als verschillende leden van zijn familie was hij een turbulent vazal die het steeds moeilijker had om onderdanig te zijn aan de Franse koning. Karel dacht dat hij onaantastbaar was, nadat koning Lodewijk XI hem in 1461 tot ridder had geslagen. Zo liet hij meermaals per jaar belastingen heffen en probeerde hij zijn eigen wetten op te leggen in de koninklijke stad Millau. Het parlement van Toulouse diende bij de Franse koning een klacht in tegen Karel. Ook werd hij beschuldigd van valsmunterij en werd hem verweten een werkplaats voor alchemisten geïnstalleerd te hebben in de kelder van zijn residentie. Lodewijk XI stuurde in 1470 een klein leger naar Karel. Nadat hij enkele weken belegerd werd in zijn kasteel in Saint-Véran, werd hij gevangengenomen, naar Parijs gevoerd en opgesloten in de Bastille. Ook werden zijn gebieden geconfisqueerd. In 1473 werd hij na de dood van zijn broer Jan V eveneens graaf van Armagnac, Fézensac en Rodez, maar ook deze gebieden werden in beslag genomen door Lodewijk XI.
Na de dood van Lodewijk XI in 1483 werd Karel van Armagnac terug vrijgelaten. De nieuwe Franse koning Karel VIII gaf het jaar nadien de graafschappen Armagnac, Fézensac en Rodez terug en Karel vestigde zich in het kasteel van Lavardens. In 1496 werd hij door troepen van Karel VIII uit dit kasteel verdreven. Nadien vluchtte hij naar Castelnau-de-Montmiral, waar hij in juni 1497 stierf. Omdat hij geen wettige nakomelingen had, werd hij als graaf van Armagnac opgevolgd door zijn achterneef Karel IV van Alençon.

## Huwelijk en nakomelingen
Op 26 november 1468 huwde hij met Catharina (overleden in 1510), dochter van graaf Jan van Foix-Candale. Het huwelijk bleef kinderloos.
Karel had ook een buitenechtelijke zoon Peter, heer van L'Isle-Jourdain en Caussade.